# 亨利四世中学

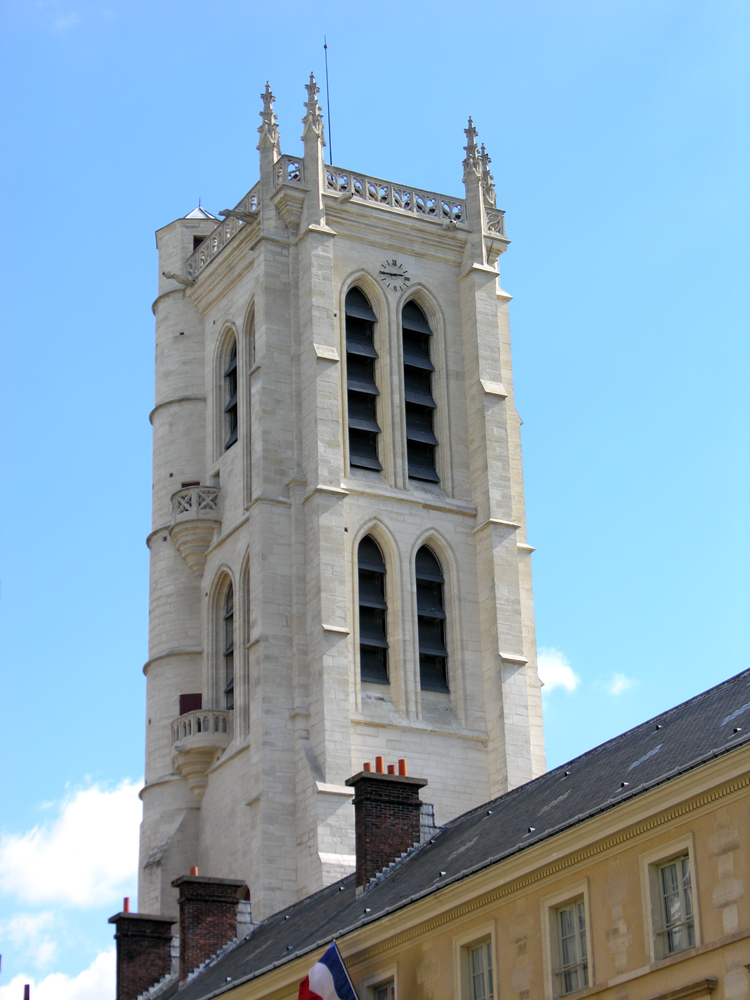
学校的钟楼

亨利四世中学是法国中、高等教育学校，位于巴黎市中心第五行政区里的拉丁区。其现任校长为 Patrice Corre.
学校一共接收2500多名学生，从初中到高等院校预科班。它的名声来自于每年优秀法国高中毕业考试成绩，法国总竞赛成绩，和高等院校选拔竞赛成绩，特别是文科班（法国国家案卷保管和古文书学院校、人文学高等师范学院、巴黎高等师范学院），尽管它在科学（巴黎理工大学、巴黎中央理工学院、巴黎矿业学院、等等）和商贸竞赛（巴黎高等商贸学院、高等经济商业学院（ESSEC）、巴黎高等商业学院-欧洲管理学院（ESCP-EAP）、等等）上也时常名列第一。其中，每年高等师范各系近四分之一的新学员来自亨利四世中学。 
学校的一部分建筑物也被列为历史遗迹，包括原圣吉纳维芙修道院的建筑物（公元12世纪到18世纪）：钟楼、食堂（现在作为礼堂）、奖章厅、等等。近期的一些修复工程（1996年）发掘出一系列卡洛林王朝时期的遗物。

## 历史

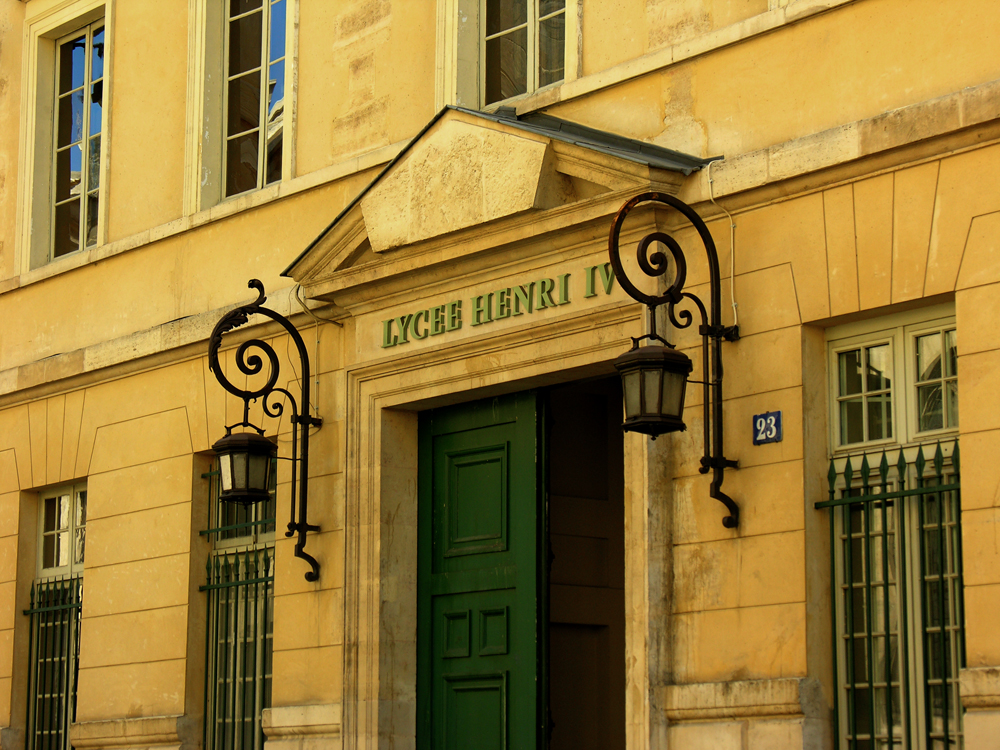
学校入口

最初，这里是一座由克洛維一世于公元502年建造的本笃教会的修道院。公元512年，圣日内维耶被安葬在这里。经过数次被诺曼底人掠夺，修道院变成一群在俗牧师（后被叫做“Les Génofévains”）的居所。12世纪，修道院建立了一所图书馆和一个手抄工作室。1619年，路易十三将修道院赐给La Rochefoucauld 红衣主教，使得这里成为奥古斯丁教团的聚集地，法国圣会的重要会点。
“法国大革命”时期牧师们被赶走了，而他们丰富的图书藏馆（58 000件印本，2 000件手稿 - 欧洲继梵蒂冈和牛津大学图书馆之后第三大图书馆）却逃脱了被分散的危险，被集中到了今天圣吉纳维芙图书馆。修道院被改造为一所学校，并于1791年被命名为先贤祠中央学院。其后改为拿破仑高中，使得亨利四世中学成为法国历史上第一所名副其实的高中。王朝复辟时，学校被重新命名为高乃依中学，后来于1873年改为现名亨利四世中学，并成为法国一所贵族学校。

## 今日的学校

### 中学
由于处在于个有利的区域（先贤祠和拉丁区），亨利四世中学主要招收一些来自社会层次较高的学生。中学因为没有分区，所以学生主要根据他们的学程档案挑选。他们来自巴黎及其郊区一百多所中学，而10%到12%的学生来自有困难的区域。  
亨利四世中学一直保持着比平均值高的法国高中毕业考试成功率（近85%）：
|              | 1999 | 2000 | 2001 | 2002 | 2003 | 2004 | 2005 |
| 亨利四世中学 | 99   | 99   | 99   | 100  | 100  | 100  | 100  |
| 教育区预期   | 89   | 92   | 91   | 91   | 93   | 不详 | 不详 |

|      | 亨利四世中学 | 巴黎教育区 |
| 高一 | 7,5          | 15,5       |
| 高三 | 0            | 11,9       |

|          | 2000 | 2001 | 2002 | 2003 | 2004 | 2005 | 2006 |
| -------- | ---- | ---- | ---- | ---- | ---- | ---- | ---- |
| 获奖人数 | 11   | 11   | 9    | 11   | 11   | 11   | 20   |

### 预科班
亨利四世中学中 有:
- 十二个文科班:
  - 四个第一年A/L文学班（Hypokhâgne）和四个第二年A/L文学班（Khâgne）
  - 一个第一年B/L文学班和一个第二年B/L文学班
  - 两个法国国家案卷保管和古文书学院校预科班（一个第一年：Hypochartes；和一个第二年：Chartes）
- 八个科技班:
  - 两个数学物理工程班（第一年：MPSI），一个数学物理班（第二年:MP）和一个数学物理星班（第二年:MP*）
  - 一个物理化学工程班（第一年：PCSI）和一个物理化学星班（第二年：PC*）
  - 两个生物化学物理地球科学班（一个第一年：BCPST1，一个第二年：BCPST2）
- 四个商贸班:
  - 两年的ESC商贸预科班.
  - 两年的ESE商贸预科班.

大部分的预科班是文科班使得学校以文科出名，但同时外籍学生的比例也相对偏低（文科班主要从法国本土招收学员）。学校也曾参加了法国和中国建立的关于中国学生上法国预科的项目，每年招收两到三名国内来的学生到科技班。

## 著名的原亨利四世中学学生

### 科学家
- 马塞兰·贝特洛
- 柯西
- 皮埃尔-吉勒·德热纳
- 夏尔·埃尔米特
- 加布里埃尔·李普曼
- 伊桑巴德·金德姆·布鲁内尔

### 歌唱家
- 盖伊·贝阿特（法语：Guy Béart）
- 帕特里克·布鲁尔（法语：Patrick Bruel）
- 卡米尔（法语：Camille (chanteuse)）
- 拉斐尔（法语：Raphael (chanteur français)）

### 作者，哲学家
- 阿兰·曼（法语：Alain Minc）
- 艾伯特·蒂博代（法语：Albert Thibaudet）
- 缪塞
- 阿尔弗雷德·雅里
- 乔治·弗里德曼
- 雅克·波雷尔（法语：Jacques Borel）
- 雅克·德·波旁·比塞（法语：Jacques de Bourbon Busset）
- 雅克·马里顿
- 让-保罗·萨特
- 利昂-保罗·法格
- 保罗·尼赞
- 梅里美
- 阿尔伯特·加尔德斯
- 米歇尔·福柯
- 莫泊桑
- 奥日埃
- 乔治·冈圭朗（法语：Georges Canguilhem）
- 让·多麦颂
- 帕特里克·莫迪亚诺
- 西蒙娜·韦伊

### 公众人物
- 马克龙
- 安德烈·万-特鲁瓦
- 伊曼纽尔·钱恩（法语：Emmanuel Chain）
- 豪尔赫·塞穆普伦 (原西班牙文化部部长)
- 莱昂·布鲁姆
- 马萨林·平杰特（法语：Mazarine Pingeot）
- 保罗·马索特（法语：Paul Massot）
- Jean Plantureux，又叫普兰图（法语：Plantu）
- 安德烈·弗朗索瓦-龐賽
- 艾丝特·杜芙若
- 埃里克·侯麦
- 沃尔克·施隆多夫

## 著名的原亨利四世中学教师
- 蓬皮杜